# 上官周

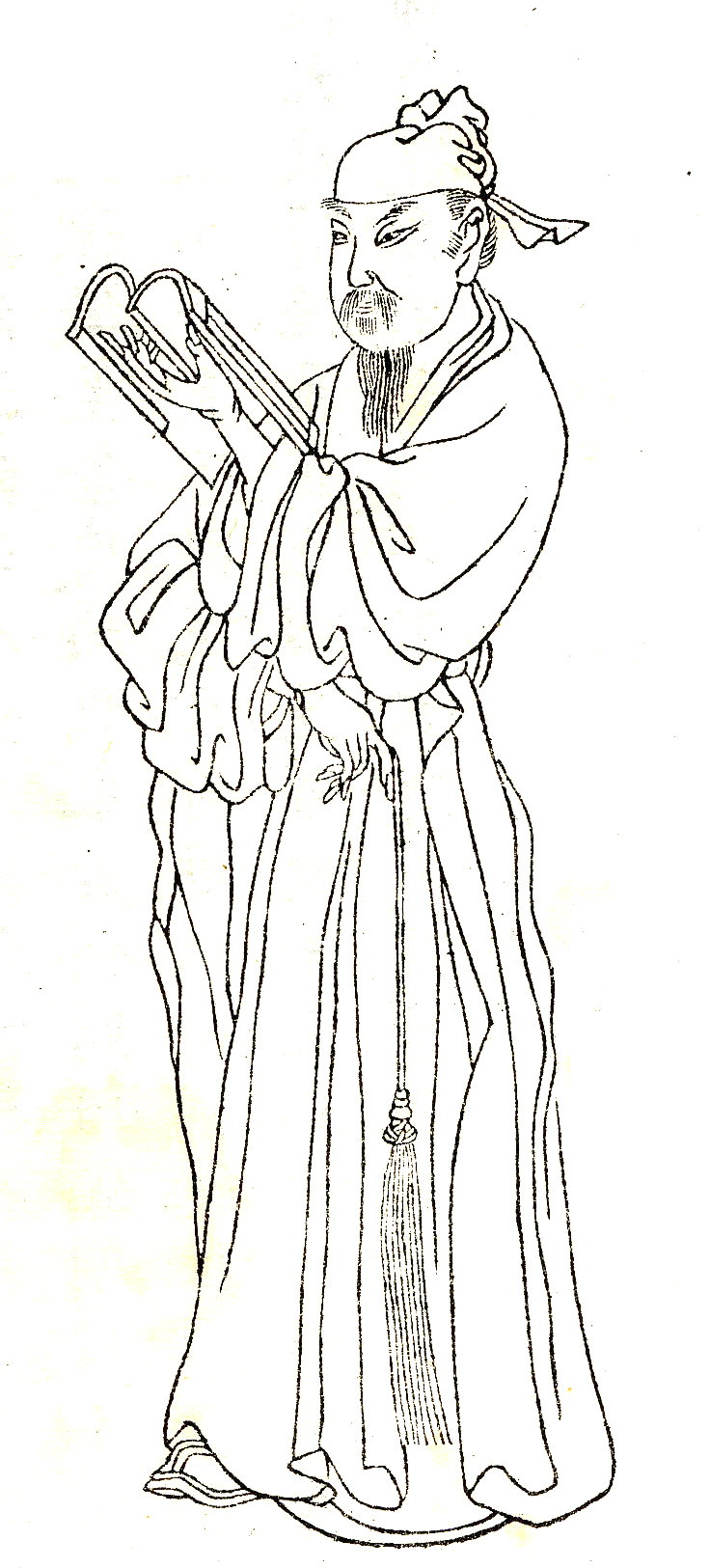
上官周绘画的宋濂

上官周（1665年—？），字文佐，號竹莊，福建長汀人。清代畫家，為閩西畫界之首。

## 簡介
善畫人物、山水，乾隆八年（1743年）刊行《晚笑堂画传》一書，其中描繪西汉至明朝共120位名人畫像，例如虞姬、韓愈等人，為清代人物畫譜之傑作。其他作品有《南巡盛典圖》、《八旬萬壽盛典圖》。